# Golfe d'Antalya
Le golfe d'Antalya (en turc : Antalya Körfezi) est un golfe du nord du bassin Levantin (mer Méditerranée), situé plus précisément au large de la ville d'Antalya, au sud de la province d'Antalya, en Turquie.
Une partie de la riviera turque s'y trouve.

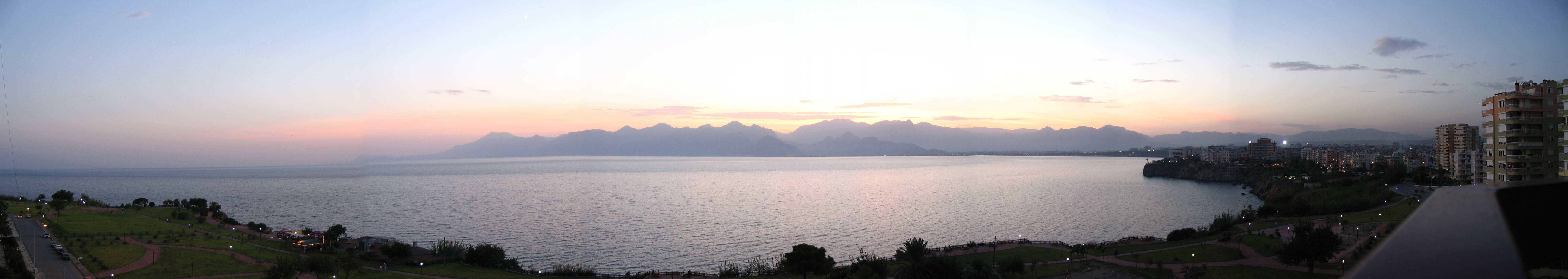
Golfe d'Antalya.